# Liberty (Kentucky)
Liberty é uma cidade localizada no estado americano de Kentucky, no Condado de Casey.

## Demografia
Segundo o censo americano de 2000, a sua população era de 1850 habitantes.

## Geografia
De acordo com o United States Census Bureau tem uma área de
4,5 km², dos quais 4,5 km² cobertos por terra e 0,0 km² cobertos por água.

## Localidades na vizinhança
O diagrama seguinte representa as localidades num raio de 36 km ao redor de Liberty.